# Öknasjön
Öknasjön är en sjö i Eskilstuna kommun och Strängnäs kommun i Södermanland och ingår i Norrströms huvudavrinningsområde. Sjön har en area på 0,667 kvadratkilometer och ligger 23,1 meter över havet. Sjön avvattnas av vattendraget Eksågsån.

## Delavrinningsområde
Öknasjön ingår i det delavrinningsområde (657833-155898) som SMHI kallar för Utloppet av Öknasjön. Medelhöjden är 38 meter över havet och ytan är 76,05 kvadratkilometer. Det finns inga avrinningsområden uppströms utan avrinningsområdet är högsta punkten. Eksågsån som avvattnar avrinningsområdet har biflödesordning 2, vilket innebär att vattnet flödar genom totalt 2 vattendrag innan det når havet efter 122 kilometer. Avrinningsområdet består mestadels av skog (54 procent), öppen mark (14 procent) och jordbruk (26 procent). Avrinningsområdet har 1,08 kvadratkilometer vattenytor vilket ger det en sjöprocent på 1,4 procent.